# Wiatrowiec (gromada)
Wiatrowiec – dawna gromada, czyli najmniejsza jednostka podziału terytorialnego Polskiej Rzeczypospolitej Ludowej w latach 1954–1972.
Gromady, z gromadzkimi radami narodowymi (GRN) jako organami władzy najniższego stopnia na wsi, funkcjonowały od reformy reorganizującej administrację wiejską przeprowadzonej jesienią 1954 do momentu ich zniesienia z dniem 1 stycznia 1973, tym samym wypierając organizację gminną w latach 1954–1972.
Gromadę Wiatrowiec z siedzibą GRN w Wiatrowcu utworzono – jako jedną z 8759 gromad na obszarze Polski – w powiecie bartoszyckim w woj. olsztyńskim na mocy uchwały nr 10 WRN w Olsztynie z dnia 4 października 1954. W skład jednostki weszły obszary dotychczasowych gromad Wiatrowiec i Różyna, ponadto miejscowości Sokolica i Gruda z dotychczasowej gromady Sokolica oraz miejscowość Kinwągi z dotychczasowej gromady Pasławki ze zniesionej gminy Sokolica; następnie miejscowości Tromity i Witki z dotychczasowej gromady Tromity ze zniesionej gminy Dąbrowa; wreszcie część dotychczasowej gromady Sępopol o powierzchni 70 ha ze zniesionej gminy Sępopol – w tymże powiecie. Dla gromady ustalono 12 członków gromadzkiej rady narodowej.
Gromadę zniesiono 31 grudnia 1961, a jej obszar włączono do gromad Łabędnik (wsie Sokolica i Gruda), Sępopol (wsie Wiatrowiec, Rygarby, Różyn i Kinwągi, kolonie Tałowo, Tajuny i Kierz oraz osadę Piony) i Bartoszyce (wsie Witki i Tromity) w tymże powiecie.